# Richia cyttarta
Richia cyttarta är en fjärilsart som beskrevs av Dyar 1920. Richia cyttarta ingår i släktet Richia och familjen nattflyn. Inga underarter finns listade.